# Andelarre
Andelarre är en kommun i departementet Haute-Saône i regionen Bourgogne-Franche-Comté i östra Frankrike. Kommunen ligger i kantonen Vesoul-Ouest som tillhör arrondissementet Vesoul. År 2022 hade Andelarre 149 invånare.

## Befolkningsutveckling
Antalet invånare i kommunen Andelarre
| Referens: INSEE |